# Moretta di Vignola
La mora di Vignola, detta anche moretta di Vignola o ciliegia mora, è una varietà autoctona di ciliegia dolce tipica del territorio circostante alla città di Vignola, in provincia di Modena ed è inclusa nell'elenco delle cultivar della Ciliegia di Vignola IGP.
La coltivazione della Moretta, è in “pericolo”. Infatti, come altre varietà, storicamente presenti, sta pian piano scomparendo.

## Origine
Non si conosce con precisione l'origine della moretta di Vignola, ma la sua presenza sul territorio modenese risale alla fine dell'Ottocento e la sua diffusione su scala commerciale si ritiene sia avvenuta a partire dai primi anni del Novecento. Questa varietà occupava il primo posto tra le ciliegie a polpa tenera (altre varietà a polpa soda sono invece conosciute come Duroni) coltivate non solo nelle zone del modenese, ma anche in altre come quelle della provincia di Bologna, di Ferrara, Reggio Emilia e Parma.
La prima segnalazione della mora di Vignola fu pubblicata nel 1932 nella rivista L'Agricoltura Modenese, mentre nel 1950 la rivista L'Italia Agricola riferisce che tale varietà costituisce il 20% della produzione cerasicola modenese, con una particolare concentrazione nella zona di Vignola. Successivamente, la varietà cade in declino quando compaiono sul mercato altre cultivar più richieste (come le ciliegie Bigarreau e Burlat), di pezzatura più grossa e polpa più soda e a lunga conservazione. Secondo i dati del Consorzio della Ciliegia Tipica di Vignola, nel 2006 rimanevano solo 14 ettari di piantagioni di Mora di Vignola, per lo più rinvenendosi piante senescenti a fine carriera produttiva e ad alto fusto (12-14 metri), rendendo la raccolta scomoda e più onerosa.

## Pianta
L'albero ha un fusto eretto che può superare 15 metri di altezza. La produzione dei frutti è lenta e non avviene prima del 6-8º anno dall'impianto, ma una volta entrato in produzione, la quantità di frutti è notevole.
Il tronco ha una corteccia liscia, brillante, di colore tendente al grigio che in età matura tende a screpolare. La circonferenza del tronco può superare il metro nelle piante di 25-30 anni di età. 
Le gemme del fiore sono raggruppate in mazzetti in media di 3 o 4.

## Foglie
Le foglie sono grandi e ovali, il lembo è di media grossezza, di colore verde intenso nella pagina superiore, più chiaro in quella inferiore, il margine è di norma seghettato.

## Fiori

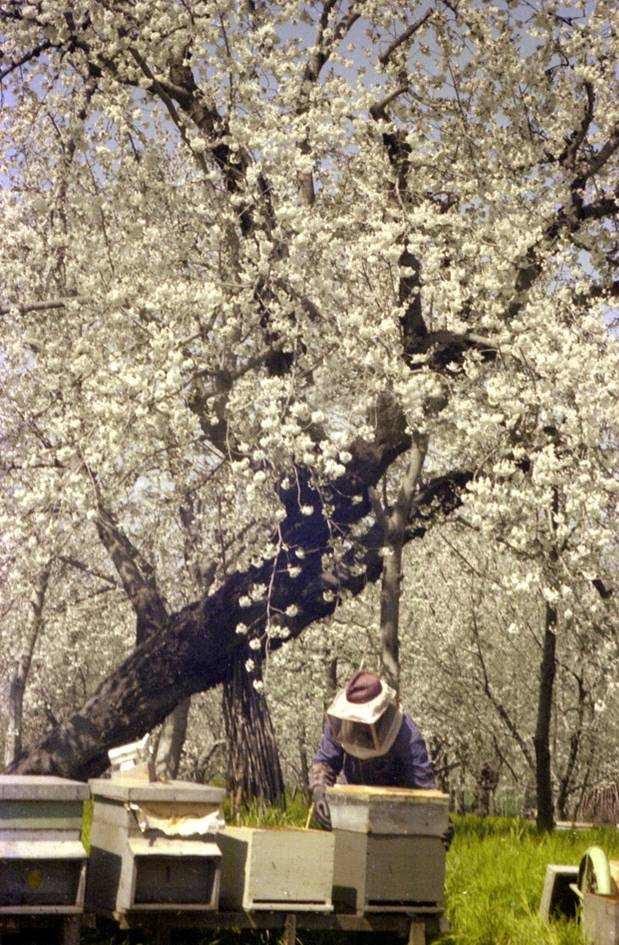
Sotto i ciliegi, sono disposte delle arnie per l'impollinazione

La fioritura avviene tra la fine di marzo e i primi di aprile e di norma avviene quasi contemporaneamente alla foliazione. Il periodo della fioritura precede di qualche giorno quella di altre varietà precoci coltivate nel territorio di Vignola.
I fiori sono riuniti in numero da 3 a 4 e di solito sono raccolti a mazzetto. Il calice è piuttosto grande, campanulaceo, a corolla grande e costituita da ampi petali arrotondati, di colore bianco. Gli stami hanno filamenti bianchi e antere giallo citrino, raramente ricche di polline. Il pistillo è bianco verdastro.
La Moretta di Vignola è autoincompatibile e pertanto necessita di impollinatori appropriati. In base ai risultati di prove effettuate, la varietà risulta compatibile con le altre varietà per cui, le varietà autofertili a fioritura contemporanea a Moretta di Vignola, possono essere utilizzate come impollinatori idonei di Moretta.

## Frutto
Il frutto è di media grandezza, a forma tonda e simmetrica. La buccia è di grossezza media o sottile, lucida e nei frutti maturi quasi nera. La buccia si stacca facilmente dalla polpa che è tenera, molto succosa, di colore rosso cupo quasi nero. Il sapore è dolce, un po' acidulo e profumato.
I frutti, secondo l'ambiente e la stagione, giungono a maturazione tra la fine di maggio e la prima decade di giugno e la raccolta deve essere effettuata rapidamente per evitare spaccature dovute a eventuali piogge o rugiade eccessive.

## Nocciolo
Il nocciolo è di media grandezza, a forma sferica e un poco schiacciato.

## Picciolo
La lunghezza del picciolo è lunga o molto lunga.